# Europese kampioenschappen kunstschaatsen 1998
De Europese Kampioenschappen kunstschaatsen zijn wedstrijden die samen een jaarlijks terugkerend evenement vormen, georganiseerd door de Internationale Schaatsunie (ISU).
De kampioenschappen van 1998 vonden plaats van 11 tot en met 18 januari in het Filaforum in Milaan. Het was de tweede keer na het EK van 1949 dat de kampioenschappen in Milaan en Italië plaatsvonden.
Voor de mannen was het de 90e editie, voor de vrouwen en paren was het de 62e editie en voor de ijsdansers de 45e editie.

## Historie
De Duitse en Oostenrijkse schaatsbond, verenigd in de "Deutscher und Österreichischer Eislaufverband", organiseerden zowel het eerste EK Schaatsen voor mannen als het eerste EK Kunstschaatsen voor mannen in 1891 in Hamburg, in toen nog het Duitse Keizerrijk, nog voor het ISU in 1892 werd opgericht. De internationale schaatsbond nam in 1892 de organisatie van het EK kunstschaatsen over. In 1895 werd besloten voortaan het WK kunstschaatsen te organiseren en kwam het EK te vervallen. In 1898, na twee jaar onderbreking, vond toch weer een herstart plaats van het EK kunstschaatsen.
De vrouwen en paren zouden vanaf 1930 jaarlijks om de Europese titel strijden. De ijsdansers streden vanaf 1954 om de Europese titel in het kunstschaatsen.

## Deelname
Er namen deelnemers uit 33 landen deel aan deze kampioenschappen. Zij vulden het aantal van 99 startplaatsen in de vier disciplines in.
Voor België nam Matthew Van den Broeck voor de tweede keer deel in het mannentoernooi en debuteerde Ellen Mareels in het vrouwentoernooi. Voor Nederland nam Marion Krijgsman voor de vierde keer deel in het vrouwentoernooi.
(Tussen haakjes het totaal aantal startplaatsen over de disciplines.)
| Rusland (12) Frankrijk (8) Oekraïne (7) Duitsland (5) Bulgarije (4) Estland (4) Hongarije (4) | Italië (4) Polen (4) Slowakije (4) Tsjechië (4) Azerbeidzjan (3) Verenigd Koninkrijk (3) Zwitserland (3) | Armenië (2) België (2) Denemarken (2) Finland (2) Georgië (2) Israël (2) Letland (2) | Oostenrijk (2) Roemenië (2) Slovenië (2) Spanje (2) Griekenland (1) Kroatië (1) | Litouwen (2) Luxemburg (1) Nederland (1) Noorwegen (1) Wit-Rusland (1) Zweden (1) |

## Medaille verdeling
Bij de mannen stonden de drie medaillewinnaars voor de eerste keer op het erepodium, dit was na 1891, 1892, 1898, 1912, 1947, 1981 en 1993 de achtste keer dat dit plaatsvond. Voor de zevende keer waren de drie medaillewinnaars afkomstig uit één land, in 1891 (Duitsland), 1922, 1927, 1928 (Oostenrijk) en 1987, 1988 (Sovjet-Unie) gebeurde dit eerder. Dit jaar waren het drie Russen. Aleksej Jagoedin werd de 40e Europees kampioen en de derde kampioen uit Rusland, Ilia Kulik (1995) en Alexei Urmanov (1997) gingen hem voor. De debutanten Jevgeni Ploesjenko en Alexander Abt eindigden respectievelijk op de tweede en op de derde plaats.
Bij de vrouwen werd de Russin Maria Butyrskaya de 28e Europees kampioene en de tweede kampioene uit Rusland, na Irina Sloetskaja (1996, 1997) die deze titel veroverde. Het was haar tweede medaille, in 1996 werd ze derde. Irina Sloetskaja eindigde op de tweede plaats, het was haar derde medaille. De Duitse Tanja Szewczenko stond voor de eerste keer op het erepodium bij het EK.
Bij de paren veroverde het Russische paar Yelena Berezhnaya / Anton Sikharulidze als 27e paar de Europese titel. Het was hun tweede medaille, in 1997 werden ze derde. De Europees kampioenen van 1996, het eveneens Russische paar Oksana Kazakova / Artur Dmitriev op plaats twee behaalden als paar hun tweede medaille. Voor Artur Dmitriev was het zijn zevende medaille. In 1991 en 1992 werd hij met Natalia Mishkutenok ook kampioen en in 1989, 1990 en 1994 werd hij met haar derde. Het Franse paar Sarah Abitbol / Stephane Bernadis op de derde plaats behaalden hun tweede medaille, in 1996 werden ze ook derde.
Bij het ijsdansen prolongeerde het Russische paar Oksana Grishuk / Jevgeni Platov de Europese titel, het was hun derde titel op rij en hun zesde medaille, in 1992 werden ze derde en in 1993 en 1994 tweede. Voor hun landgenoten Anjelika Krylova / Oleg Ovsyannikov op plaats twee was het hun vierde medaille, in 1996 en 1997 werden ze ook tweede en in 1995 derde. Voor het Franse paar Marina Anissina / Gwendal Peizerat op plaats drie was het hun eerste medaille bij de EK Kunstschaatsen.
| Discipline | Goud                                   | Zilver                              | Brons                              |
| ---------- | -------------------------------------- | ----------------------------------- | ---------------------------------- |
| Mannen     | Aleksej Jagoedin                       | Jevgeni Ploesjenko                  | Alexander Abt                      |
| Vrouwen    | Maria Boetyrskaja                      | Irina Sloetskaja                    | Tanja Szewczenko                   |
| Paren      | Yelena Berezhnaya / Anton Sikharulidze | Oksana Kazakova / Artur Dmitriev    | Sarah Abitbol / Stephane Bernadis  |
| IJsdansen  | Oksana Grishuk / Jevgeni Platov        | Anjelika Krylova / Oleg Ovsyannikov | Marina Anissina / Gwendal Peizerat |

## Uitslagen
| #                      | naam (deelname)            | land                         | pc     |
| ---------------------- | -------------------------- | ---------------------------- | ------ |
| Goud                   | Aleksej Jagoedin (3)       | Vlag van Rusland             |        |
| Zilver                 | Jevgeni Ploesjenko         | Vlag van Rusland             |        |
| Brons                  | Alexander Abt              | Vlag van Rusland             |        |
| 4                      | Andrejs Vlascenko (4)      | Vlag van Duitsland           |        |
| 5                      | Philippe Candeloro (8)     | Vlag van Frankrijk           |        |
| 6                      | Steven Cousins (9)         | Vlag van Verenigd Koninkrijk |        |
| 7                      | Viacheslav Zagorodniuk (9) | Vlag van Oekraïne            |        |
| 8                      | Dmitri Dmitrenko (6)       | Vlag van Oekraïne            |        |
| 9                      | Michael Tyllesen (6)       | Vlag van Denemarken          |        |
| 10                     | Ivan Dinev (7)             | Vlag van Bulgarije           |        |
| 11                     | Gilberto Viadana (4)       | Vlag van Italië              |        |
| 12                     | Patrick Meier (6)          | Vlag van Zwitserland         |        |
| 13                     | Michael Shmerkin (2)       | Vlag van Israël              |        |
| 14                     | Thierry Cerez (3)          | Vlag van Frankrijk           |        |
| 15                     | Robert Grzegorczyk (4)     | Vlag van Polen               |        |
| 16                     | Margus Hernits (2)         | Vlag van Estland             |        |
| 17                     | Szabolcs Vidrai (5)        | Vlag van Hongarije           |        |
| 18                     | Cornel Gheorghe (9)        | Vlag van Roemenië            |        |
| 19                     | Sven Meyer                 | Vlag van Duitsland           |        |
| 20                     | Patrick Schmit (5)         | Vlag van Luxemburg           |        |
| 21                     | Robert Kazimir (3)         | Vlag van Slowakije           |        |
| 22                     | Johnny Jensen (2)          | Vlag van Denemarken          |        |
| 23                     | Markus Leminen (5)         | Vlag van Finland             |        |
| 24                     | Radek Horak                | Vlag van Tsjechië            |        |
| Vrije kür niet bereikt |                            |                              |        |
| 25                     | Hristo Turlakov            | Vlag van Bulgarije           |        |
| 26                     | Vachtang Moervanidze (3)   | Vlag van Georgië             |        |
| 27                     | Sergei Telenkov            | Vlag van Letland             |        |
| 28                     | Jan Cejvan (4)             | Vlag van Slovenië            |        |
| 29                     | Daniel Peinado (4)         | Vlag van Spanje              |        |
| 30                     | Matthew Van den Broeck (2) | Vlag van België              |        |
| -                      | Igor Pashkevich (3)        | Vlag van Azerbeidzjan        | t.z.t. |

| #                      | naam (deelname)            | land                  | pc |
| ---------------------- | -------------------------- | --------------------- | -- |
| Goud                   | Maria Boetyrskaja (6)      | Vlag van Rusland      |    |
| Zilver                 | Irina Sloetskaja (4)       | Vlag van Rusland      |    |
| Brons                  | Tanja Szewczenko (5)       | Vlag van Duitsland    |    |
| 4                      | Elena Liashenko (5)        | Vlag van Oekraïne     |    |
| 5                      | Krisztina Czakó (6)        | Vlag van Hongarije    |    |
| 6                      | Surya Bonaly (10)          | Vlag van Frankrijk    |    |
| 7                      | Julia Soldatova            | Vlag van Rusland      |    |
| 8                      | Julia Lautowa (3)          | Vlag van Oostenrijk   |    |
| 9                      | Joelija Vorobjova (6)      | Vlag van Azerbeidzjan |    |
| 10                     | Alisa Drei (2)             | Vlag van Finland      |    |
| 11                     | Vanessa Gusmeroli (3)      | Vlag van Frankrijk    |    |
| 12                     | Yulia Lavrenchuk (4)       | Vlag van Oekraïne     |    |
| 13                     | Mojca Kopac (6)            | Vlag van Slovenië     |    |
| 14                     | Zuzanna Paurova (3)        | Vlag van Slowakije    |    |
| 15                     | Tony Bombardieri (3)       | Vlag van Italië       |    |
| 16                     | Sabina Wojtala             | Vlag van Polen        |    |
| 17                     | Júlia Sebestyén (2)        | Vlag van Hongarije    |    |
| 18                     | Helena Grundberg (3)       | Vlag van Zweden       |    |
| 19                     | Ivana Jakupcevic (4)       | Vlag van Kroatië      |    |
| 20                     | Sofia Penkova (3)          | Vlag van Bulgarije    |    |
| 21                     | Jekaterina Golovatenko (3) | Vlag van Estland      |    |
| 22                     | Marion Krijgsman (4)       | Vlag van Nederland    |    |
| 23                     | Katerina Blohonova         | Vlag van Tsjechië     |    |
| 24                     | Valeria Trifancova (2)     | Vlag van Letland      |    |
| Vrije kür niet bereikt |                            |                       |    |
| 25                     | Anina Fivian (2)           | Vlag van Zwitserland  |    |
| 26                     | Kaja Hanevold (4)          | Vlag van Noorwegen    |    |
| 27                     | Salome Tsjigogidze         | Vlag van Georgië      |    |
| 28                     | Marta Senra (2)            | Vlag van Spanje       |    |
| 29                     | Noemi Bedo                 | Vlag van Roemenië     |    |
| 30                     | Ellen Mareels (2)          | Vlag van België       |    |

| #      | naam (deelname)                               | land                         | pc     |
| ------ | --------------------------------------------- | ---------------------------- | ------ |
| Goud   | Yelena Berezhnaya (5) Anton Sikharulidze (4)  | Vlag van Rusland             |        |
| Zilver | Oksana Kazakova (2) Artur Dmitriev (8)        | Vlag van Rusland             |        |
| Brons  | Sarah Abitbol (6) Stephane Bernadis (6)       | Vlag van Frankrijk           |        |
| 4      | Dorota Zagórska (5) Mariusz Siudek (7)        | Vlag van Polen               |        |
| 5      | Peggy Schwarz (7) Mirko Müller (3)            | Vlag van Duitsland           |        |
| 6      | Evgenia Filonenko (3) Igor Marchenko (3)      | Vlag van Oekraïne            |        |
| 7      | Joelija Obertas Dmitri Palamartsjoek          | Vlag van Oekraïne            |        |
| 8      | Katerina Berankova (3) Otto Dlabola (3)       | Vlag van Tsjechië            |        |
| 9      | Inga Rodionova (2) Alexander Anichenko (2)    | Vlag van Azerbeidzjan        |        |
| 10     | Marsha Poluiashenko Andrew Seabrook           | Vlag van Verenigd Koninkrijk |        |
| 11     | Elaine Asanakis (3) Alcuin Schulten (5)       | Vlag van Griekenland         |        |
| 12     | Olga Bestandigova (2) Jozef Bestandig (2)     | Vlag van Slowakije           |        |
| 13     | Jekaterina Nekrassova (3) Valdis Mintals (3)  | Vlag van Estland             |        |
| 14     | Maria Krasiltseva (2) Alexander Chestnikh (2) | Vlag van Armenië             |        |
| -      | Marina Eltsova (5) Andrei Bushkov (5)         | Vlag van Rusland             | t.z.t. |

| #      | naam (deelname)                               | land                         | pc |
| ------ | --------------------------------------------- | ---------------------------- | -- |
| Goud   | Oksana Grishuk (8) Jevgeni Platov (8)         | Vlag van Rusland             |    |
| Zilver | Anjelika Krylova (6) Oleg Ovsyannikov (4)     | Vlag van Rusland             |    |
| Brons  | Marina Anissina (5) Gwendal Peizerat (6)      | Vlag van Frankrijk           |    |
| 4      | Irina Lobacheva (4) Ilia Averbukh (4)         | Vlag van Rusland             |    |
| 5      | Barbara Fusar-Poli (5) Maurizio Margaglio (4) | Vlag van Italië              |    |
| 6      | Margarita Drobiazko (7) Povilas Vanagas (7)   | Vlag van Litouwen            |    |
| 7      | Sophie Moniotte (8) Pascal Lavachy (8)        | Vlag van Frankrijk           |    |
| 8      | Irina Romanova (6) Igor Jarosjenko (6)        | Vlag van Oekraïne            |    |
| 9      | Kati Winkler (4) Rene Lohse (4)               | Vlag van Duitsland           |    |
| 10     | Tatjana Navka (5) Nikolai Morozov (3)         | Vlag van Wit-Rusland         |    |
| 11     | Sylwia Nowak (4) Sebastian Kolasiński (4)     | Vlag van Polen               |    |
| 12     | Galit Chait (2) Sergei Sakhnovski (2)         | Vlag van Israël              |    |
| 13     | Diane Gerencser (8) Pasquale Camerlengo (9)   | Vlag van Italië              |    |
| 14     | Katerina Mrazova (8) Martin Simecek (11)      | Vlag van Tsjechië            |    |
| 15     | Isabelle Delobel Olivier Schoenfelder         | Vlag van Frankrijk           |    |
| 16     | Albena Denkova (6) Maksim Staviski (2)        | Vlag van Bulgarije           |    |
| 17     | Zuzana Merzova Tomas Morbacher                | Vlag van Slowakije           |    |
| 18     | Charlotte Clements Gary Shortland             | Vlag van Verenigd Koninkrijk |    |
| 19     | Angelika Fuhring (4) Bruno Ellinger (2)       | Vlag van Oostenrijk          |    |
| 20     | Xenia Smetanenko Samuel Gezolian (4)          | Vlag van Armenië             |    |
| 21     | Kornelia Barany Andras Rosnik                 | Vlag van Hongarije           |    |
| 22     | Eliane Hugentobler Daniel Hugentobler         | Vlag van Zwitserland         |    |
| 23     | Kristina Kalesnik Aleksaner Terentjev         | Vlag van Estland             |    |

Medaillewinnaars

Mannen · 
Vrouwen ·
Paren · 
IJsdansen

Toernooi

1891 · 
1892 · 
1893 · 
1894 · 
1895 · 
1896-1897 · 
1898 · 
1899 · 
1900 · 
1901 · 
1902-1903 · 
1904 · 
1905 · 
1906 · 
1907 · 
1908 · 
1909 · 
1910 · 
1911 · 
1912 · 
1913 · 
1914 · 
1915-1921 · 
1922 · 
1923 · 
1924 · 
1925 · 
1926 · 
1927 · 
1928 · 
1929 · 
1930 · 
1931 · 
1932 · 
1933 · 
1934 · 
1935 · 
1936 · 
1937 · 
1938 · 
1939 ·
1940-1946 · 
1947 · 
1948 · 
1949 · 
1950 · 
1951 · 
1952 · 
1953 · 
1954 · 
1955 · 
1956 · 
1957 · 
1958 · 
1959 · 
1960 · 
1961 · 
1962 · 
1963 · 
1964 · 
1965 · 
1966 · 
1967 · 
1968 · 
1969 · 
1970 · 
1971 · 
1972 · 
1973 · 
1974 · 
1975 · 
1976 · 
1977 · 
1978 · 
1979 · 
1980 · 
1981 · 
1982 · 
1983 · 
1984 · 
1985 · 
1986 · 
1987 · 
1988 · 
1989 · 
1990 · 
1991 · 
1992 · 
1993 · 
1994 · 
1995 ·
1996 · 
1997 · 
1998 · 
1999 · 
2000 · 
2001 · 
2002 · 
2003 · 
2004 · 
2005 · 
2006 ·
2007 ·
2008 ·
2009 ·
2010 ·
2011 ·
2012 ·
2013 ·
2014 ·
2015 ·
2016 ·
2017 ·
2018 ·
2019 ·
2020 ·
2021 · 
2022 · 
2023 · 
2024 · 
2025

WK kunstschaatsen ·
WK kunstschaatsen junioren ·
Viercontinentenkampioenschap ·
Olympische Spelen